# Patrick Friou
Patrick Friou (Saintes, 8 de gener de 1955) és un ciclista francès, ja retirat, que fou professional entre 1978 i 1982. Com a professional destaca la seva victòria al Gran Premi de Plouay de 1980.

## Palmarès
- 1976
  - Vencedor d'una etapa de la Ruta de França
- 1977
  -  Campió de França en Ruta amateur
  - 1r a la París-Évreux
  - Vencedor d'una etapa del Tour de l'Avenir
  - Vencedor d'una etapa de la Volta a Iugoslàvia
- 1979
  - Vencedor d'una etapa del Tour del Llemosí
- 1980
  - 1r al Gran Premi de Plouay
  - 1r al Tour d'Armòrica i vencedor d'una etapa
  - Vencedor d'una etapa del Critèrium del Dauphiné Libéré
- 1981
  - Vencedor d'una etapa del Tour d'Indre i Loira
- 1988
  - 1r al Gran Premi Cristal Energie
  - Vencedor d'una etapa del Tour du Poitou-Charentes

### Resultats al Tour de França
- 1978. Abandona (17a etapa)
- 1979. 53è de la classificació general
- 1980. 43è de la classificació general
- 1981. 47è de la classificació general

### Resultats a la Volta a Espanya
- 1979. 41è de la classificació general